# Pellionia backanensis
Pellionia backanensis är en nässelväxtart som beskrevs av François Gagnepain. Pellionia backanensis ingår i släktet Pellionia och familjen nässelväxter. Inga underarter finns listade i Catalogue of Life.